# Рожкао (посёлок)
Рожкао (абаз. Рашвкъауа) — посёлок в Урупском районе Карачаево-Черкесской республики. Расположено у места слияния рек Рожкао и Большая Лаба. Входит в состав Курджиновского сельского поселения. 

## Население
| 2002 | 2010 | 2021 |
| ---- | ---- | ---- |
| 80   | ↗108 | ↗117 |